# Жовтанецька сільська територіальна громада
Жовтанецька сільська громада — територіальна громада в Україні, у Львівському районі Львівської області. Адміністративний центр — село Жовтанці.
Площа громади — 150,4 км², населення — 10 127 мешканців (2021).
Утворена 9 вересня 2016 року шляхом об'єднання Великоколоднівської, Вирівської та Жовтанецької сільських рад Кам'янка-Бузького району.

## Населені пункти
До складу громади входять 14 сіл: 
- Велике Колодно
- Вирів
- Вислобоки
- Вихопні
- Горпин
- Грабовець
- Жовтанці
- Колоденці
- Новий Став
- Печихвости
- Ременів
- Ставники
- Честині
- Якимів